# Kenzo Okada
 Kenzo Okada  (jap. 岡田 謙三, Okada Kenzō; * 29. September 1902 in Yokohama, Japan; † 25. Juli 1982 in Tokio) war ein lange in den USA lebender und tätiger Maler japanischer Abstammung. Er gehörte zu den Vertretern des Abstrakten Expressionismus mit asiatischer Prägung.

## Leben und Werk
Kenzo Okada begann im Jahr 1922 ein Studium in der Abteilung für Westlichen Malerei an der Kunstakademie Tokio (heute: Kunsthochschule Tokio). Im Jahre 1924 ging er nach Frankreich, wo er eine Zeit auf eigene Faust zusammen mit Tsugouharu Foujita, einem anderen japanischen Auswanderer Malerei studierte und Gemälde mit städtischen Themen schuf. In Paris hatte er auch Kontakt zu Alberto Giacometti. Im Jahr 1927 kehrte er nach Japan zurück und begann seine Kunst auszustellen.
Im Jahr 1950 zog er nach New York City, wo er mit der Abstrakten Malerei begann. Seine Kunst war zwar stark vom Abstrakten Expressionismus geprägt, zeigte aber dennoch eine starke japanische Sensibilität und ein spezielles asiatisches Gefühl für Form und Detail.
Seine Bilder aus den 1950er Jahren zeigen subtile Veränderungen in der Wiedergabe der natürlichen Welt durch den Einsatz von zarten, sensiblen Farben. Im Jahr 1953 begann er seine Ausstellungen mit abstrakten expressionistischen Gemälde in der Betty Parsons Gallery in New York City. Im Jahr 1964 war er Teilnehmer der documenta III in Kassel in der Abteilung Malerei.
In den 1970er Jahren malte er zahlreiche Werke, die als Ausgangspunkt einer Neuinterpretation der dekorativen Effekte der traditionellen japanischen Malerei gelten. In Okadas Gemälden wird eine Interpretation einer Art von Aura der Landschaften erzeugt, die er vorwiegend mit Erdfarben und mit abstrakten Mustern schafft, die Felsen und Blumen andeuten. Die Bilder werden in einer Unschärfe dargestellt, dass sie wie in einem Blick durch Wasser wirken.
Okada war mit Mark Rothko und vielen anderen abstrakten Expressionisten befreundet. Aufgrund seines sensiblen und persönlichen Stils des abstrakten Expressionismus mit asiatischen Wurzeln wird seine Malerei der Lyrischen Abstraktion zugerechnet.